# エス・ピー・ディー明治
株式会社エス・ピー・ディー明治（英: SPD-MEIJI Corporation, Inc.）は、明治座が一員とする舞台美術の総合制作会社である。

## 会社の概要について
本社等の所在地
- 本社：〒103-0007 東京都中央区日本橋浜町2-31-1　明治座アネックスビル
- 関西営業所：〒542-0081 大阪府大阪市中央区南船場2-5-19　心斎橋イーストビル4F
- 松戸工場：〒271-0064 千葉県松戸市上本郷234
- 横浜工場：〒227-0037 神奈川県横浜市青葉区緑山2100　緑山スタジオ・シティ内

役員構成
- 代表取締役社長：井田浩司（明治座取締役）
- 常務取締役：小田切信（業務全般掌握）
- 取締役：大高満（テレビ事業本部本部長）、杉山文義（インテリア事業本部本部長）、田中久人（管理本部長）、三田芳裕（明治座代表取締役社長）、宇野正（明治座常務取締役）
- 監査役：荒井勇（明治座監査役）

## 沿革
- 1964年（昭和39年）4月14日 - 明治座の一員会社となる、株式会社明治座美術センターが設立。
- 1966年（昭和41年）5月 - 株式会社明治製作所に商号変更。
- 1990年（平成2年）4月 - 社名を現在の株式会社エス・ピー・ディー明治に商号変更。

## 所属スタッフ

### テレビ事業本部
ドラマ
- 館山道雄
- 熊野憲治
- 中尾政治
- 田中健一

バラエティ
- 森田正樹
- 高野勝之
- 吉田義則
- 坂本進
- 正代俊明

## 主なテレビ番組作品
（凡例）太字:現在放映中また継続中の番組、TACT:TBSアクト（旧 アックス）